# Шестопојасни тату
Шестопојасни тату (лат. Euphractus sexcinctus) је врста сисара из фамилије оклопника (Dasypodidae).

## Угроженост
Ова врста није угрожена, и наведена је као последња брига јер има широко распрострањење.

## Распрострањење
Ареал врсте покрива средњи број држава. 
Врста има станиште у Бразилу, Аргентини, Боливији, Парагвају, Суринаму и Уругвају.

## Станиште
Станишта врсте су шуме, саване и жбунаста вегетација. 
Врста је присутна на подручју реке Амазон у Јужној Америци. 